# Serafin Unternehmensgruppe
Die Serafin-Gruppe ist eine Holdinggesellschaft mit Sitz in München.

## Geschichte
Das Unternehmen wurde 2010 von Philipp Haindl, Falk Daum und Dino Kitzinger gegründet und investiert in mittelständische Unternehmen. So wurde u. a. 2014 Heller Tools, 2015 die Gersthofer Backbetriebe (Gretl Brot), 2016 die Eurocylinder Systems und 2017 der Porzellanhersteller BHS Tabletop erworben. Zuletzt wurden 2018 die Gießerei WESO-Aurorahütte von Viessmann (2020 wieder verkauft), sowie der Schuhhersteller Bama von S.C. Johnson erworben.
Im April 2018 eröffnete Serafin ein neues Büro in London mit dem strategischen Ziel der Internationalisierung der Gruppe. Ende des Jahres 2018 mussten die Gersthofer Backbetriebe Insolvenz anmelden. Der Betrieb wurde eingestellt. Die größten Übernahmen der bisherigen Unternehmensgeschichte erfolgten 2019 mit den Übernahmen des spanischen Bodenbelagherstellers RCR Industrial Flooring und des europäischen Polycarbonatplattengeschäfts von Covestro. Die Übernahme des Unternehmensbereichs von Covestro wurde im Januar 2020 abgeschlossen, das Unternehmen trägt seither den Namen Exolon Group.

## Conica

Logo der Conica AG

Die Conica AG (Eigenschreibweise: CONICA) wurde 1977 in Schaffhausen, Schweiz, gegründet und beschäftigt weltweit rund 180 Mitarbeiter, davon 100 in Schaffhausen. Der Jahresumsatz lag 2021 bei rund 108 Mio. CHF. Seit 2013 gehört das Unternehmen zur Serafin-Gruppe. Es entwickelt und produziert Produkte zur Erstellung von Bodenbelägen für Sportuntergründe, Spielplätze und weitere industrielle Anwendungen. Vor allem Sportstätten für internationale Wettkämpfe der Leichtathletik werden von Conica ausgestattet (zum Beispiel Zürich, Rom, Monaco, Madrid, Berlin). Bei gegossenen Kunststoffbelägen für die Leichtathletik gilt das Unternehmen aus der Schweiz als weltweiter Marktführer. 2009 stellte Usain Bolt bei den 12. IAAF Leichtathletik-Weltmeisterschaften im Berliner Olympiastadion einen Weltrekord über 100 Meter in 9,58 Sekunden auf. Der Jamaikaner gewann den Titel auf einer Conica-Bahn, die schon zu diesem Zeitpunkt zu den schnellsten ihrer Art gehörte. Conica ist 2021 eine Partnerschaft mit dem Deutschen Leichtathletik-Verband (DLV) eingegangen. Im Jahr 2023 wurde Conica Partner des Europäischen Leichtathletik-Verbandes (EAA).